# Bolboleaus quadriarmigerus
Bolboleaus quadriarmigerus är en skalbaggsart som beskrevs av Henry Fuller Howden 1954. Bolboleaus quadriarmigerus ingår i släktet Bolboleaus och familjen Bolboceratidae. Inga underarter finns listade.